# Потоп (фильм, 1915)
«Потоп» (1915) — немой художественный фильм Петра Чардынина, экранизация одноимённого романа Генрика Сенкевича. Фильм был снят в двух сериях (1-я серия — 1460 м., 2-я серия — 1500 м.). Фильм вышел на экраны 14 апреля 1915 года. Фильм не сохранился.

## Создание фильма
Консультантом Чардынина выступил польский кинорежиссёр Эдвард Пухальский, ранее (1912) предпринявший попытку экранизации романа, которая, однако, не была завершена, поскольку российские власти запретили режиссёру привлекать солдат к участию в съёмках (негатив этого незавершённого фильма Пухальского был продан Ханжонкову).

## Прокат
Фильм был снят в подражание итальянскому пеплуму «Кабирия» (1914), пользовавшемуся огромной популярностью. Однако сам фильм, по сообщению С. Гинзбурга, «не обратил на себя внимания зрителей».

## Критика
[Фильм] по своим размерам, содержанию, историческим, бытовым, батальным сценам представляет собой одну из попыток русской кинематографии дать постановку, аналогичную историческим постановкам итальянских фирм— «Сине-Фоно», 1915, № 11-12